# Bobbie fra balletten
Bobbie fra balletten er en amerikansk stumfilm fra 1916 af Joe De Grasse.

## Medvirkende
- Louise Lovely som Bobbie Brent
- Lon Chaney som Hook Hoover
- Jay Belasco som Jack Stimson
- Jean Hathaway som Mrs. Stimson
- Gretchen Lederer som Velma Vrooman